# Baileycloro
El baileycloro es un mineral de la clase de los filosilicatos, y dentro de esta pertenece al llamado “grupo de la clorita”. Fue descubierto en 1988 cerca de Chillagoe, en Queensland (Australia), siendo nombrado así en honor de Sturges W. Bailey, geofísico estadounidense, y por cloro por ser del grupo de la clorita. Un sinónimo es su clave: IMA1986-056.

## Características químicas
Es un aluminio-silicato hidroxilado de cinc, hierro, aluminio y magnesio. Con estructura molecular de filosilicato con hojas de mica, compuesto de anillos de tetraedros y octaedros. Es el miembro final con cinc de la serie de solución sólida del grupo de la clorita al que pertenece.
Además de los elementos de su fórmula, suele llevar como impurezas: manganeso y calcio.

## Formación y yacimientos
Se ha encontrado en el depósito "Red Drome" de Chigaloe, en Australia, donde aparece en vetas de calcita, dentro de una brecha fuertemente oxidada.
Suele encontrarse asociado a otros minerales como: andesina, granate, vesubiana, chamosita cíncica, goethita, hematites, calcosita, cobre, malaquita o calcita.